# Discografia di Demi Lovato
La discografia di Demi Lovato, cantante pop statunitense, comprende otto album in studio, due album dal vivo, due EP e oltre cinquanta singoli.
Il suo primo album, Don't Forget, è stato pubblicato nel 2008 ottenendo un buon successo negli Stati Uniti, dove è stato certificato disco d'oro. Nell'estate 2009 ha pubblicato il suo secondo album, Here We Go Again. Il 20 settembre 2011 è stato pubblicato il suo terzo album, Unbroken, seguito il 14 maggio 2013 dal quarto album Demi. Il 16 ottobre 2015 è stato invece pubblicato il suo quinto album, intitolato Confident.

## Album

### Album in studio
| Anno                                                                                               | Album | Classifiche | Classifiche | Classifiche | Classifiche | Classifiche | Classifiche | Classifiche | Classifiche | Classifiche | Classifiche | Certificazioni |
| Anno                                                                                               | Album | USA         | AUS         | BEL (FL)    | CAN         | GER         | IRL         | NZL         | SPA         | SWI         | UK          | Certificazioni |
| -------------------------------------------------------------------------------------------------- | --- | ----------- | ----------- | ----------- | ----------- | ----------- | ----------- | ----------- | ----------- | ----------- | ----------- | --- |
| 2008                                                                                               | Don't Forget - Pubblicato: 23 settembre 2008 - Etichetta: Hollywood - Formato: CD, download digitale                                | 2           | —           | —           | 9           | —           | 84          | 34          | 13          | —           | —           | - USA: Oro |
| 2009                                                                                               | Here We Go Again - Pubblicato: 21 luglio 2009 - Etichetta: Hollywood - Formato: CD, download digitale                               | 1           | 40          | 88          | 5           | —           | —           | 10          | 35          | —           | —           | - BRA: Oro - USA: Oro |
| 2011                                                                                               | Unbroken - Pubblicato 20 settembre - Etichetta: Hollywood - Formato: CD, download digitale                                          | 4           | 20          | 25          | 4           | 61          | 44          | 3           | 24          | 29          | 45          | - BRA: Platino - USA: Platino |
| 2013                                                                                               | Demi - Pubblicato 14 maggio 2013 - Etichetta: Hollywood - Formato: CD, download digitale                                            | 3           | 14          | 19          | 1           | 39          | 5           | 7           | 3           | 36          | 10          | - ARG: Oro - BRA: Platino (2) - CAN: Oro - COL: Oro - EC: Oro - IND: Platino - MAL: Platino - MEX: Oro - PHI: Oro - UK: Oro - USA: Platino |
| 2015                                                                                               | Confident - Pubblicato: 16 ottobre 2015 - Etichetta: Hollywood - Formato: CD, download digitale                                     | 2           | 3           | 3           | 1           | 23          | 3           | 2           | 4           | 13          | 6           | - BRA: Oro - USA: Oro |
| 2017                                                                                               | Tell Me You Love Me - Pubblicato: 29 settembre 2017 - Etichetta: Hollywood - Formato: CD, download digitale                         | 3           | 8           | 10          | 4           | 32          | 7           | 6           | 4           | 32          | 5           | - USA: Oro |
| 2021                                                                                               | Dancing with the Devil... the Art of Starting Over - Pubblicato: 2 aprile 2021 - Etichetta: Island - Formati: CD, download digitale | 2           | 8           | 5           | 6           | 12          | 8           | 12          | 9           | 7           | 2           | |
| 2022                                                                                               | Holy Fvck - Pubblicato: 19 agosto 2022 - Etichetta: Island - Formati: CD, download digitale                                         | 7           | 47          | 14          | 45          | 26          | 89          | 36          | 19          | 41          | 7           | |
| "—" indica una pubblicazione che non si è classificata o che non è stata pubblicata in quel Paese. | |             |             |             |             |             |             |             |             |             |             | |

### Album dal vivo
| Anno | Titolo |
| ---- | --- |
| 2009 | Live: Walmart Soundcheck - Pubblicazione: 10 novembre 2009 - Etichetta: Hollywood - Formato: CD                           |
| 2010 | Camp Rock 2: Live Walmart Soundcheck - Pubblicazione: 13 ottobre 2010 - Etichetta: Hollywood - Formato: Download digitale |

## Album di remix
| Anno | Titolo |
| ---- | --- |
| 2023 | Revamped - Pubblicazione: 15 settembre 2023 - Etichetta: Island Records - Formato: CD, LP, download digitale, streaming |

## Extended play
| Anno | Titolo                                                                                                   |
| ---- | --- |
| 2009 | iTunes Live from London - Pubblicato: 17 maggio 2009 - Etichetta: Hollywood - Formato: Download digitale |
| 2014 | Live in London - Pubblicato: 12 maggio 2014 - Etichetta: Hollywood - Formato: Download digitale          |

## Singoli

### Come artista principale
| Anno                                                                                               | Titolo                                             | Classifiche | Classifiche | Classifiche | Classifiche | Classifiche | Classifiche | Classifiche | Classifiche | Classifiche | Classifiche | Certificazioni | Album di provenienza                               |
| Anno                                                                                               | Titolo                                             | USA         | AUS         | BEL (FL)    | CAN         | GER         | IRL         | NZL         | SPA         | SWI         | UK          | Certificazioni | Album di provenienza                               |
| -------------------------------------------------------------------------------------------------- | -------------------------------------------------- | ----------- | ----------- | ----------- | ----------- | ----------- | ----------- | ----------- | ----------- | ----------- | ----------- | --- | -------------------------------------------------- |
| 2008                                                                                               | This Is Me (con Joe Jonas)                         | 9           | 46          | —           | 16          | 36          | 27          | —           | —           | 39          | 33          | - UK: Argento | Camp Rock                                          |
| 2008                                                                                               | Get Back                                           | 43          | —           | —           | 93          | —           | —           | —           | 54          | —           | —           | - USA: Oro | Don't Forget                                       |
| 2009                                                                                               | La La Land                                         | 52          | 76          | —           | —           | 82          | 30          | —           | 65          | —           | 35          | | Don't Forget                                       |
| 2009                                                                                               | Don't Forget                                       | 41          | —           | —           | 76          | —           | —           | —           | —           | —           | —           | | Don't Forget                                       |
| 2009                                                                                               | Here We Go Again                                   | 15          | —           | —           | 61          | —           | —           | 38          | —           | —           | —           | - USA: Platino | Here We Go Again                                   |
| 2010                                                                                               | Remember December                                  | —           | —           | —           | —           | —           | —           | —           | —           | —           | 80          | | Here We Go Again                                   |
| 2010                                                                                               | Wouldn't Change a Thing (con Joe Jonas o Stanfour) | 110         | —           | —           | 90          | 28          | —           | —           | —           | —           | 71          | - USA: Oro | Camp Rock 2: The Final Jam                         |
| 2011                                                                                               | Skyscraper                                         | 10          | 45          | —           | 18          | 78          | 15          | 9           | —           | 67          | 7           | - AUS: Platino - UK: Oro - USA: Platino                                                                                              | Unbroken                                           |
| 2012                                                                                               | Give Your Heart a Break                            | 16          | —           | 32          | 19          | —           | —           | 9           | —           | —           | 194         | - UK: Argento - USA: Platino (4) | Unbroken                                           |
| 2013                                                                                               | Heart Attack                                       | 10          | 41          | 27          | 7           | 93          | 3           | 9           | 34          | 73          | 3           | - AUS: Oro - CAN: Platino (2) - ITA: Oro - UK: Platino - USA: Platino (5)                                                            | Demi                                               |
| 2013                                                                                               | Made in the USA                                    | 80          | —           | —           | —           | —           | 50          | —           | —           | —           | 89          | | Demi                                               |
| 2013                                                                                               | Let It Go                                          | 38          | 25          | 15          | 31          | 91          | 34          | 13          | —           | 60          | 42          | - AUS: Platino - CAN: Platino - ITA: Oro - JPN: Oro - UK: Oro - USA: Platino (2)                                                     | Frozen                                             |
| 2013                                                                                               | Neon Lights                                        | 36          | —           | —           | 42          | —           | 67          | 12          | —           | —           | 15          | - NZL: Oro - USA: Platino (2) | Demi                                               |
| 2014                                                                                               | Really Don't Care (con Cher Lloyd)                 | 26          | 81          | —           | 24          | —           | 82          | 36          | —           | —           | 92          | - UK: Argento - USA: Platino (2) | Demi                                               |
| 2015                                                                                               | Cool for the Summer                                | 11          | 20          | 7           | 14          | —           | 18          | 9           | 13          | 53          | 7           | - AUS: Platino - CAN: Platino (3) - ITA: Oro - UK: Platino - USA: Platino (3)                                                        | Confident                                          |
| 2015                                                                                               | Confident                                          | 21          | 35          | 27          | 27          | —           | 61          | 27          | —           | —           | 65          | - CAN: Platino - UK: Oro - USA: Platino (4)                                                                                          | Confident                                          |
| 2016                                                                                               | Stone Cold                                         | 102         | —           | —           | 57          | —           | —           | —           | —           | —           | —           | - UK: Argento - USA: Platino | Confident                                          |
| 2016                                                                                               | Body Say                                           | 84          | —           | —           | 59          | —           | —           | —           | —           | —           | 188         | - BRA: Oro - USA: Oro | /                                                  |
| 2017                                                                                               | Sorry Not Sorry                                    | 6           | 8           | 52          | 18          | 62          | 8           | 6           | 70          | 47          | 9           | - AUS: Platino (2) - BRA: Diamante - CAN: Platino (3) - GER: Oro - ITA: Platino - UK: Platino - USA: Platino (7)                     | Tell Me You Love Me                                |
| 2017                                                                                               | Tell Me You Love Me                                | 53          | —           | 65          | 32          | 91          | 92          | 46          | 46          | —           | 85          | - BRA: Platino (2) - CAN: Oro - UK: Argento - USA: Platino (2)                                                                       | Tell Me You Love Me                                |
| 2017                                                                                               | Échame la culpa (con Luis Fonsi)                   | 47          | 80          | 9           | 35          | 6           | 40          | 43          | 1           | 2           | 46          | - BRA: Diamante - CAN: Platino - FRA: Diamante - GER: Platino - ITA: Platino (3) - SPA: Platino (4) - UK: Argento - USA: Platino (3) | Vida                                               |
| 2018                                                                                               | Sober                                              | 47          | 50          | —           | 48          | —           | 34          | 41          | —           | 61          | 63          | - UK: Argento - USA: Oro | /                                                  |
| 2020                                                                                               | Anyone                                             | 34          | —           | 83          | 64          | —           | 71          | —           | —           | —           | —           | USA: Oro | Dancing with the Devil... the Art of Starting Over |
| 2020                                                                                               | I Love Me                                          | 18          | —           | 61          | 30          | 89          | 30          | —           | —           | 65          | 35          | - USA: Platino | /                                                  |
| 2020                                                                                               | I'm Ready (con Sam Smith)                          | 36          | 25          | 53          | 30          | 66          | 13          | 28          | —           | 35          | 20          | - CAN: Oro - UK: Argento - USA: Oro                                                                                                  | Love Goes                                          |
| 2020                                                                                               | OK Not to Be OK (con Marshmello)                   | 36          | 47          | 51          | 41          | —           | 43          | —           | —           | 51          | 42          | | /                                                  |
| 2020                                                                                               | Still Have Me                                      | —           | —           | —           | —           | —           | —           | —           | —           | —           | —           | | /                                                  |
| 2020                                                                                               | Commander in Chief                                 | —           | —           | —           | —           | —           | —           | —           | —           | —           | —           | | /                                                  |
| 2021                                                                                               | What Other People Say (con Sam Fischer)            | 114         | —           | 57          | 89          | —           | 65          | 40          | —           | —           | 70          | - AUS: Oro | Dancing with the Devil... the Art of Starting Over |
| 2021                                                                                               | Dancing with the Devil                             | —           | —           | —           | —           | —           | —           | —           | —           | —           | —           | | Dancing with the Devil... the Art of Starting Over |
| 2021                                                                                               | Met Him Last Night (con Ariana Grande)             | 61          | —           | 83          | 48          | —           | 32          | —           | —           | 88          | 44          | | Dancing with the Devil... the Art of Starting Over |
| 2022                                                                                               | Skin of My Teeth                                   | 114         | —           | 57          | 89          | —           | 65          | 40          | —           | —           | 70          | | Holy Fvck                                          |
| 2022                                                                                               | Substance                                          | —           | —           | —           | —           | —           | —           | —           | —           | —           | —           | | Holy Fvck                                          |
| 2022                                                                                               | 29                                                 | 96          | —           | —           | 95          | —           | —           | —           | —           | —           | —           | | Holy Fvck                                          |
| 2023                                                                                               | Still Alive                                        | —           | —           | —           | —           | —           | —           | —           | —           | —           | —           | | /                                                  |
| 2023                                                                                               | Swine                                              | 12          | —           | —           | —           | —           | —           | —           | —           | —           | —           | | /                                                  |
| 2023                                                                                               | Heart Attack (Rock Version)                        | —           | —           | —           | —           | —           | —           | —           | —           | —           | —           | | Revamped                                           |
| 2023                                                                                               | Cool for the Summer (Rock Version)                 | —           | —           | —           | —           | —           | —           | —           | —           | —           | —           | | Revamped                                           |
| 2023                                                                                               | Sorry Not Sorry (Rock Version)                     | —           | —           | —           | —           | —           | —           | —           | —           | —           | —           | | Revamped                                           |
| 2023                                                                                               | Confident (Rock Version)                           | —           | —           | —           | —           | —           | —           | —           | —           | —           | —           | | Revamped                                           |
| 2023                                                                                               | Penhasco2 (con Luísa Sonza)                        | —           | —           | —           | —           | —           | —           | —           | —           | —           | —           | | Escândalo íntimo                                   |
| "—" indica una pubblicazione che non si è classificata o che non è stata pubblicata in quel Paese. |                                                    |             |             |             |             |             |             |             |             |             |             | |                                                    |

### Come artista ospite
| Anno                                                                                               | Titolo                                       | Classifiche | Classifiche | Classifiche | Classifiche | Classifiche | Classifiche | Classifiche | Classifiche | Classifiche | Classifiche | Certificazioni | Album di provenienza                            |
| Anno                                                                                               | Titolo                                       | USA         | AUS         | BEL (FL)    | CAN         | GER         | IRL         | NZL         | SPA         | SWI         | UK          | Certificazioni | Album di provenienza                            |
| -------------------------------------------------------------------------------------------------- | -------------------------------------------- | ----------- | ----------- | ----------- | ----------- | ----------- | ----------- | ----------- | ----------- | ----------- | ----------- | --- | ----------------------------------------------- |
| 2008                                                                                               | We Rock (cast di Camp Rock)                  | 33          | —           | —           | —           | —           | —           | —           | —           | —           | 97          | | Camp Rock                                       |
| 2010                                                                                               | We'll Be a Dream (con We the Kings)          | 76          | —           | —           | —           | —           | —           | —           | —           | —           | —           | | Smile Kid                                       |
| 2014                                                                                               | Somebody to You (con The Vamps)              | —           | 14          | —           | 68          | —           | 10          | 17          | —           | —           | 4           | - AUS: Platino - CAN: Oro - NZL: Oro - UK: Platino - USA: Oro                                                                           | Meet The Vamps                                  |
| 2014                                                                                               | Up (con Olly Murs)                           | —           | 14          | 15          | —           | 16          | 4           | 9           | 28          | —           | 4           | - AUS: Platino (2) - ITA: Platino - NZL: Platino - UK: Platino (2)                                                                      | Never Been Better                               |
| 2015                                                                                               | Irresistible (Remix) (feat. Fall Out Boy)    | 48          | —           | —           | 82          | —           | —           | —           | —           | —           | 70          | - UK: Argento - USA: Platino | Make America Psycho Again (edizione giapponese) |
| 2016                                                                                               | Without a Fight (feat. Brad Paisley)         | —           | —           | —           | —           | —           | —           | —           | —           | —           | —           | | /                                               |
| 2017                                                                                               | No Promises (feat. Cheat Codes)              | 38          | 17          | 52          | 53          | 40          | 14          | 20          | 63          | 41          | 18          | - AUS: Platino (3) - CAN: Platino (2) - GER: Oro - ITA: Platino - UK: Platino - USA: Platino                                            | /                                               |
| 2017                                                                                               | Instruction (feat. Jax Jones e Stefflon Don) | —           | 72          | 37          | —           | 31          | 29          | —           | —           | —           | 13          | | Snacks                                          |
| 2018                                                                                               | I Believe (feat. DJ Khaled)                  | —           | —           | —           | —           | —           | —           | —           | —           | —           | —           | |                                                 |
| 2018                                                                                               | Fall in Line (feat. Christina Aguilera)      | —           | —           | —           | 97          | —           | —           | —           | —           | 86          | 99          | | Liberation                                      |
| 2018                                                                                               | Solo (feat. Clean Bandit)                    | 58          | 7           | 3           | 14          | 1           | 1           | 21          | 27          | 1           | 1           | - AUS: Platino (2) - CAN: Platino (4) - FRA: Diamante - GER: Oro (3) - ITA: Platino (2) - SPA: Platino - UK: Platino (2) - USA: Platino | What Is Love?                                   |
| "—" indica una pubblicazione che non si è classificata o che non è stata pubblicata in quel Paese. |                                              |             |             |             |             |             |             |             |             |             |             | |                                                 |

### Collaborazioni
- 2009 – One and the Same (con Selena Gomez)
- 2009 – Send It On (Disney's Friends for Change)
- 2010 – Make a Wave (Disney's Friends for Change)
- 2010 – We'll Be a Dream (con i We the Kings)
- 2011 – Why Don't You Love Me? (con gli Hot Chelle Rae)
- 2014 – Somebody to You (con i The Vamps)
- 2014 – Avalanche (con Nick Jonas)
- 2014 – Up (con Olly Murs)
- 2015 – Irresistible (con i Fall Out Boy)
- 2016 – Without a Fight (con Brad Paisley)
- 2017 – No Promises (con i Cheat Codes)
- 2017 – Instruction (con Jax Jones e Stefflon Don)
- 2017 – Échame la culpa (con Luis Fonsi)
- 2018 – I Believe (con DJ Khaled)
- 2018 – Fall in Line (con Christina Aguilera)
- 2018 – Solo (con i Clean Bandit)
- 2020 – OK Not to Be OK (con Marshmello)